# Microtia
Microtia é uma deformidade congênita, na qual o pavilhão auricular (orelha externa) é subdesenvolvido. Uma orelha completamente subdesenvolvida é referida como anotia. Devido ao fato de microtia e anotia terem a mesma origem, a condição pode ser chamada genericamente de microtia-anotia. A microtia pode ser unilateral (apenas um lado) ou bilateral (afetando ambos os lados). A microtia ocorre em cerca de 1 a cada 8.000 a 10.000 nascimentos. Na microtia unilateral, a orelha direita é a mais frequentemente afetada. Pode ocorrer como uma complicação oriunda do consumo de Accutane (isotretinoína) durante a gravidez.

## Classificação
Existem quatro graus de microtia:
- Grau I: Desenvolvimento incompleto do pavilhão auricular com estruturas identificáveis e um canal auditivo pequeno, mas existente.
- Grau II: Orelha parcialmente desenvolvida (geralmente a parte superior é subdesenvolvida) com canal auditito fechado [estenótico] resultando em perda auditiva considerável.
- Grau III: Ausência do pavilhão auricular, apenas com uma pequena estrutura vestigial semehante a um amendoim, além de ausência do canal auditivo e do tímpano. A microtia de grau III é a forma mais comum.
- Grau IV: Ausência total de orelha e canal auditivo ou anotia.

## Tratamento médico
O objetivo da intervenção médica é oferecer as melhores forma e função para o estado de subdesenvolvimento da orelha.

### Audição
Normalmente é feito um teste para determinar a qualidade da audição. Isso pode ser feito logo nas primeiras duas semanas através do teste BAER (Brainstem Auditory Evoked Response, ou Resposta Auditiva Tronco-Encefálica Invocada). Na idade de 5 a 6, a tomografia computadorizada do ouvido médio pode ser feita para elucidar seu desenvolvimento e esclarecer quais pacientes são bons candidatos para a cirurgia de melhoria audição. Para indivíduos mais jovens, isso é feito sob sedação.
A perda de audição associada com atresia auditiva é uma perda de audição condutiva, isto é, perda de audição causada por uma condução ineficiente do som até o ouvido interno. Essencialmente, crianças com atresia auditiva têm perda de audição porque o som não pode viajar no (normalmente) saudável ouvido interno—não há canal auditivo nem tímpano, e os ossículos do ouvido (martelo, bigorna e estribo) são subdesenvolvidos. "Geralmente" está entre parênteses porque, raramente, uma criança com atresia também tem uma má formação o ouvido interno, levando a uma perda auditiva neurossensorial (chegando a 19% em um estudo). A perda de audição neurossensorial é causada por um problema na cóclea. Não é corrigível por cirurgia, mas um aparelho auditivo bem ajustado e instalado geralmente oferece excelente reabilitação para esse tipo de perda de audição. Se a perda auditiva vai de severa a profunda em ambos os ouvidos, a criança pode ser candidata a um implante coclear (além do escopo desta discussão).
Antes dos anos 90, a perda auditiva neurossensorial unilateral não era considerada uma grave deficiência pela comunidade médica; pensava-se que a pessoa que dela padecia seria capaz de se adaptar desde o nascimento. No geral, ganha-se vantagens excepcionais com uma intervenção que permita audição no ouvido micrótico, especialmente em microtia bilateral. Crianças com perda auditiva sensorial unilateral não-tratada têm mais probabilidade de repetir o ano na escola e/ou necessitar de serviços complementares (por exemplo, sistema FM – veja abaixo) do que seus pares.
Muitas vezes, crianças com perda auditiva neurossensorial unilateral precisam de vários anos de terapia da fala, a fim de aprender a falar e compreender conversações. O que é definitivamente pouco claro, e assunto de pesquisas em andamento, é o efeito da perda de audição unilateral condutiva no desempenho escolar. (em crianças com atresia auditiva unilateral). Se cirurgia de atresia cirurgia ou alguma forma de amplificação não forem usadas, medidas especiais devem ser tomadas assegurar que a criança esteja acessando e entendendo todas as informações verbais apresentadas na escola. Recomendações para melhorar a audição da criança no ambiente acadêmico incluem assentos preferenciais em sala de aula, um sistema FM (o professor usa um microfone, e o som é transmitido para um alto-falante na mesa da criança ou para um fone de ouvido ou aparelho auditivo usado pela criança), um aparelho auditivo de condução óssea, ou aparelhos auditivos convencionais . A idade para o implante de aparelho auditivo de condução óssea varia entre a Europa (18 meses) e os EUA (5 anos). Até então, é possível adaptar um aparelho de condução óssea externo usando uma fita
É importante notar que a cirurgia de reparo não é recomendada para todas as crianças com atresia auditiva. A viabilidade é determinada através de teste de audição (audiograma) e tomografia computadorizada. Quando um canal é construído onde não existia nenhum, podem surgir complicações menores baseadas na tendência natural do corpo de curar uma ferida aberta. Corrigir atresia auditiva é um procedimento cirúrgico detalhado e complexo que requer um especialista em reparo de atresia. Apesar da possibilidade de complicações desta cirurgia, o risco é significativamente menor quando ela é feita por um otologista experiente. Pacientes com atresia que optam por cirurgia precisam ter o canal temporariamente preenchido com esponja gelatinosa e silicone para evitar fechamento. O período da reconstrução de canal  tempo de ouvido canal de reconstrução (canaloplastia) depende do tipo de reparo de ouvido externa (Microtia) desejado pelo paciente e pela família. Duas equipes cirúrgicas nos EUA são atualmente capazes de reconstruir o canal e o ouvido externo ao mesmo tempo em uma única cirurgia.
Nos casos em que uma reconstrução cirúrgica posterior do ouvido externo da criança seja possível, o posicionamento do implante auditivo de condução óssea é fundamental. Pode ser preciso posicionar o implante mais atrás do que o habitual para viabilizar uma cirurgia reconstrutiva de sucesso – mas não tão longe a ponto de comprometer a audição. Se a reconstrução final for bem-sucedida, é fácil de remover o pilar percutâneo do implante ósseo. Se a cirurgia é bem sucedida, o pilar pode ser substituído e o implante ativado novamente para restaurar a audição.

### Ouvido Externo
A idade em que se pode tentar a cirurgia de ouvido externo depende da técnica escolhida. O mais cedo para enxertos de cartilagem de costela é 7 anos. No entanto, alguns cirurgiões recomendam esperar até uma idade mais avançada, tais como 8-10 quando a orelha já está mais próxima do tamanho em que chegará na idade adulta. Próteses de ouvido externo já foram feitas para crianças mais novas, a partir de 5 anos de idade.
1. Reconstrução a Partir de Enxerto de Cartilagem de Costela: Esta cirurgia pode ser realizada por especialistas na técnica.[10][11][12][13][14] Ela envolve esculpir cartilagem da costela do próprio paciente em forma de uma orelha. Como cartilagem é o próprio tecido vivo do paciente, a orelha reconstruída continua crescendo junto com a criança. A fim de garantir de que a caixa torácica é grande o suficiente para fornecer o necessário doador de tecidos, alguns cirurgiões aguarde até que o paciente tenha 8 anos de idade; no entanto, alguns cirurgiões com mais experiência com esta técnica pode começar a cirurgia em uma criança de seis anos.[15] A grande vantagem dessa cirurgia é que o próprio tecido do paciente é usado para a reconstrução. Esta cirurgia varia de dois a quatro estágios, dependendo do cirurgião método preferido. Uma nova técnica de reconstrução de orelha em um estágio é realizada por alguns poucos cirurgiões. Uma equipe é capaz de reconstruir toda a orelha externa e o canal em uma única operação.
2. Reconstruir a orelha usando um implante plástico de polietileno (também chamado de Medpor): Esta é uma cirurgia de 1 a 2 fases, que pode começar aos 3 anos e pode ser feita em ambulatório, sem internação. Usando a estrutura porosa, que permite que o tecido do paciente cresça no material e o próprio tecido da aba do paciente, uma nova orelha é construída em uma única cirurgia. Uma pequena cirurgia secundária é realizada em 3 a 6 meses, se necessário, para pequenos ajustes. Esta cirurgia deve ser feita apenas por especialistas nas técnicas envolvidas.[16] O uso de implantes de polietileno poroso para reconstrução de orelha foi feito inicialmente nos anos 80 por Alexander Berghaus.[17]
3. Prótese: Uma prótese auricular (de orelha) é feito por um anaplastologista de forma a espelhar a outra orelha.[18] Orelhas prostéticas podem ser bastante realistas. Elas requerem alguns minutos de cuidados diários. São normalmente feitas de silicone, cuja cor é ajustada com a da pele e podem ser afixadas com um adesivo ou com parafusos de titânio parafusos inseridos no crânio, nos quais a prótese é fixada com um sistem magnético ou de barra/clipe. Estes parafusos são so mesmos do aparelho auditivo de condução óssea e podem ser colocados simultaneamente. A maior vantagem sobre qualquer cirurgia é ter uma prótese que deixa a orelha afetada parecer o mais normal possível para a orelha natural. A maior desvantagem é o cuidado diário envolvidos e saber que a prótese não é real.

#### Condições relacionadas
Atresia auditiva é o subdesenvolvimento do ouvido médio e do canal auditivo e, geralmente, ocorre em conjunto com a microtia. Atresia ocorre porque o paciente com microtia pode não ter uma abertura externa do canal auditivo, mesmo a cóclea e outras das estruturas do ouvido interno estando normalmente presentes. O grau de microtia geralmente se correlaciona com o grau de desenvolvimento do ouvido médio.

Microtia costuma ser isolada, mas pode ocorrer em conjunto com microsomia otomandibular, Síndrome de Goldenhar ou Síndrome de Treacher Collins. Também é ocasionalmente associada com anomalias nos rins (mas o risco de vida é raro), e problemas no maxilar, e, mais raramente, defeitos cardíacos e deformidades vertebrais.

## Casos Famosos
- Paul Stanley, vocalista e guitarrista da banda Kiss, nasceu com micrótia de grau III na orelha direita.